# Vytenis

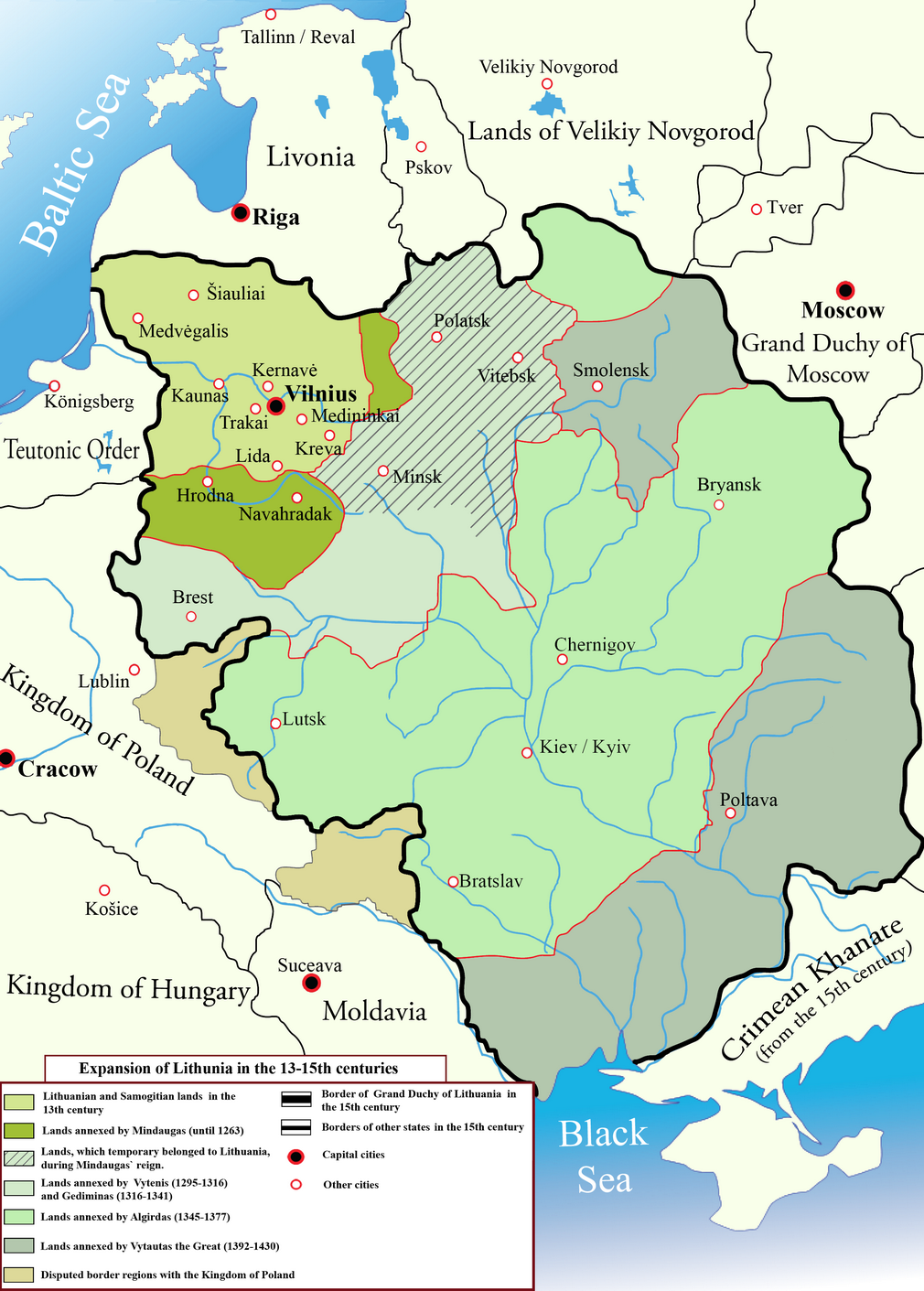
Expansion du Grand-Duché de Lituanie entre le.

Vytenis (biélorusse : Віцень, Vicień ; polonais : Witenes) est un grand-duc de Lituanie, régnant de 1295 à 1316 environ. Il est le premier membre de la dynastie des Gédiminides à régner aussi longtemps. Au début du XIVe siècle, sa réputation surpassa celle de son frère et successeur Ghédimin, considéré par les historiens modernes comme l'un des plus grands dirigeants lituaniens. Le règne de Vytenis est marqué par des conflits constants visant à consolider le grand-duché de Lituanie face aux menaces des Ruthènes, de la Mazovie et de l'Ordre Teutonique.

## Guerres
Vytenis est mentionné pour la première fois en 1292 lors de l'invasion de la Mazovie par son père Pukuveras : une armée de 800 hommes atteint la ville de Łęczyca. Après la mort de son père, vers 1295, il devient grand-duc. Vytenis est bientôt impliqué dans des conflits de succession en Pologne, soutenant Boleslas II de Mazovie, marié à une duchesse lituanienne (Gaudemunda), et s'opposant à Ladislas Ier de Pologne. En Ruthénie, Vytenis réussit à reprendre les terres perdues après l'assassinat de Mindaugas et à capturer les principautés de Pinsk et Turaŭ.
La croisade contre la Lituanie païenne et la Samogitie s'intensifie et atteint un nouveau palier dans les années 1290 lorsque les Prussiens et d'autres tribus baltes sont conquis par les chevaliers teutoniques et l'Ordre de Livonie. Sous le règne de Vytenis, un réseau de châteaux défensifs est établi et renforcé le long des rives des rivières Niémen et Jūra ; les chevaliers répondent avec leurs propres châteaux sur la rive opposée. Pendant ce temps, l'Ordre Teutonique tente d'établir un corridor le long de la mer Baltique, en Samogitie, pour rejoindre l'Ordre de Livonie au nord. Sous le règne de Vytenis, les chevaliers teutoniques organisent une vingtaine de raids en Samogitie. Vytenis prend des mesures pour saper l'influence des nobles samogitiens locaux, comme en témoigne un nombre croissant de traîtres et de réfugiés. Il semble que Ghédimin aide Vytenis à contrôler les nobles, qui envisagent de se réinstaller en Prusse en tant que vassaux des chevaliers teutoniques. L'Ordre consolide également son contrôle sur Zemgale, où les Lituaniens ont leur garnison depuis la bataille d'Aizkraukle (en). L'Ordre capture le château de Dynaburg, contrôlé par les Lituaniens depuis 1281, en 1313.

## Alliance avec Riga
L'une des réalisations les plus célèbres de Vytenis est son alliance avec Riga. En 1297, les désaccords entre l'archevêque de Riga, les bourgeois de Riga et l'ordre de Livonie se soldent par une guerre civile. Vytenis offre son aide aux citoyens de Riga et fait même de vagues promesses de conversion au christianisme, pour apaiser les tensions religieuses entre les soldats païens et les habitants chrétiens. Vytenis envahit avec succès la Livonie, détruit le château de Karkus au nord de Riga et bat l'ordre lors de la bataille de Turaida (en), tuant 23 chevaliers. Lorsque la Livonie est sécurisée, Vytenis organise onze campagnes dans les territoires des Chevaliers Teutoniques en Prusse en 1298–1313, dont une à Brodnica, où la population entière est massacrée.
Une garnison lituanienne, située dans un « château lituanien » à l'extérieur de la ville, garde Riga jusqu'en 1313, date à laquelle les habitants de la ville la remettent à l'Ordre et chassent les païens. L'alliance avec Riga a favorisé le commerce et les échanges, et a contribué à consolider l'influence lituanienne dans le bassin de la Daugava, où vers 1307 Polatsk, un important comptoir commercial, est annexé par la Lituanie. En raison de contacts étroits avec Riga, Vytenis invite des frères franciscains à maintenir une église catholique à Navahroudak pour les marchands allemands en 1312. Dans le domaine de la religion, il semble que Vytenis ait jeté les bases de la création de la métropole de Lituanie vers 1316. Le métropolite était un outil dans la compétition entre Vilnius et Moscou pour la prééminence religieuse en Ruthénie.

## Mort et succession
Vytenis meurt vers 1315 sans héritier. Les circonstances de sa mort ne sont pas connues. Pendant longtemps, les historiens russes ont affirmé qu'il avait été frappé par la foudre. Cependant, c'est une erreur d'un copiste russe : il s'agit une traduction inexacte de la propagande teutonique selon laquelle Ghédimin aurait tué son frère Vytenis et usurpé son trône. Vytenis est mentionné pour la dernière fois en septembre 1315 lors du siège infructueux de Christmemel (en), le premier château construit par les chevaliers teutoniques sur la rive droite du Niémen. Les historiens ne connaissent qu'un seul fils à Vytenis, Žvelgutis (Swalegote), qui est peut-être mort avant son père. Une telle situation permet à Ghédimin de devenir grand-duc de Lituanie. Pendant son règne, le Grand-Duché devient une puissance militaire et politique majeure en Europe de l'Est.